# 아랍 타임스

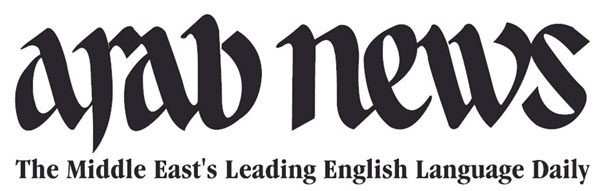

아랍 타임스(영어: Arab Times, 아랍어: عرب تايمز)는 미국 휴스턴에 본사를 둔 아랍어 일간 신문이다. 1986년에 창간되었다.
전 세계의 아랍어 독자를 대상으로 한 범아랍 신문 중 하나로, 다른 범아랍 신문과 같이 국제적인 지면 제작을 특징으로 하고 있다. 정치면은 지역별로 나누어져 있지 않고, 아랍 지역뿐만 아니라 서양과 동남아시아 뉴스도 다룬다.